# Batxillerat Europeu
El Batxillerat Europeu és el títol oficial que reben els alumnes que completen el programa de l'Escola Europea.
Existeixen 14 escoles europees en ciutats de 6 estats de la Unió Europea on hi ha organismes de la Unió Europea, i altres escoles estan en procés d'obtenir la qualificació.
La majoria dels estudiants són fills de persones que treballen de manera permanent o temporal en les Institucions de la Unió Europea de les ciutats on aquestes tenen la seua seu. Els estudis del batxillerat europeu permeten que els alumnes puguen incorporar-se a ell a mitjans de batxillerat des d'un batxillerat nacional i reincorporar-se posteriorment als estudis de batxillerat nacionals dels estats membres de la Unió Europea en cas necessari sense dificultats, ja que és compatible amb els dels Estats membres de la Unió Europea. Açò pot ser important en el cas d'alumnes que només realitzen una part dels seus estudis en les Escoles Europees o els alumnes de pares que realitzen funcions que els duen a canviar de país cada cert temps.